# シェンジ

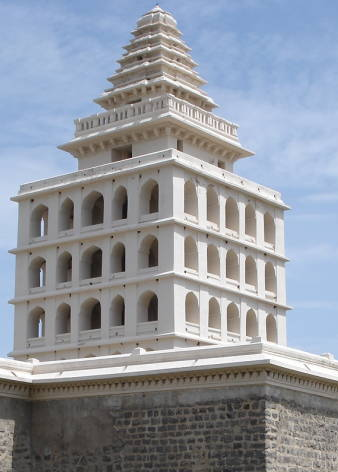
シェンジ・ナーヤカ朝の婚礼殿カリヤーナ・マハル

シェンジ（英語：Senji）は、インドのタミル・ナードゥ州、ヴィリュップラム県の都市。ジンジー（Gingee）とも呼ばれている。

## 概要
この地はかつてヴィジャヤナガル王国に仕えたシェンジ・ナーヤカ朝の首都であり、その居城であるシェンジ城も建てられた。
その後、1648年にはビジャープル王国、1677年にはマラーター王国の支配下にはいった。
1690年から1698年にかけては、ムガル帝国とマラーター王国との間で激しい攻城戦がくり広げられた。
のち、カルナータカ太守が1801年にイギリスに全権を委譲した際、シェンジもイギリス領となった。
観光名所としては、シェンジ城にあるシェンジ・ナーヤカ朝時代の婚礼殿カリヤーナ・マハルが有名。

## ギャラリー

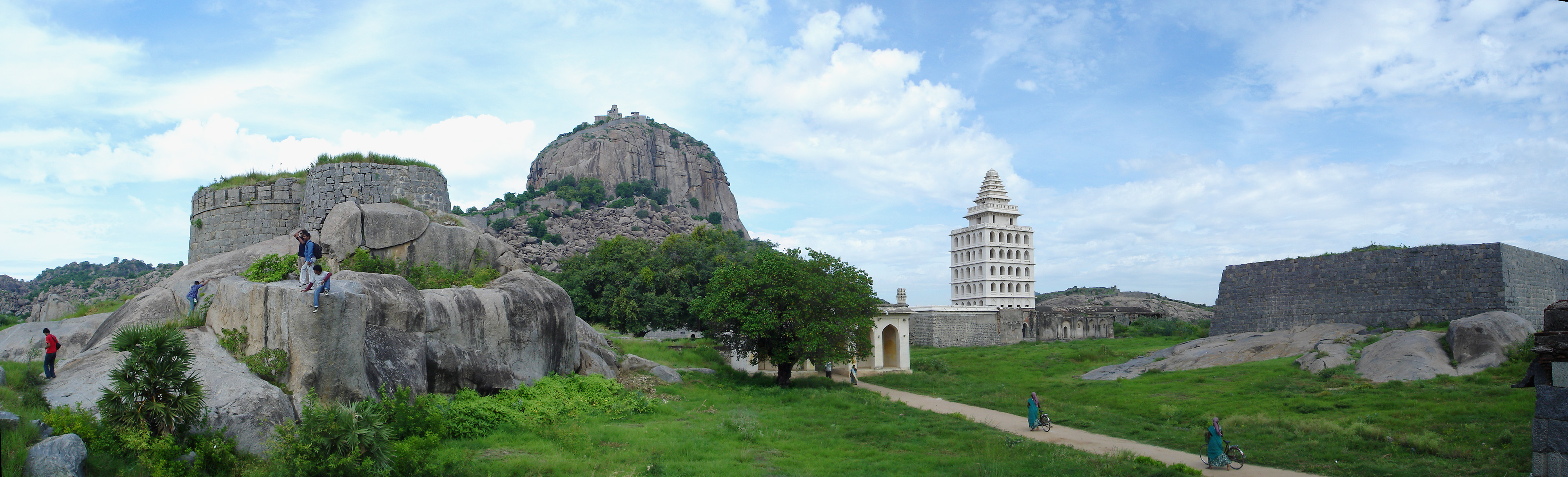
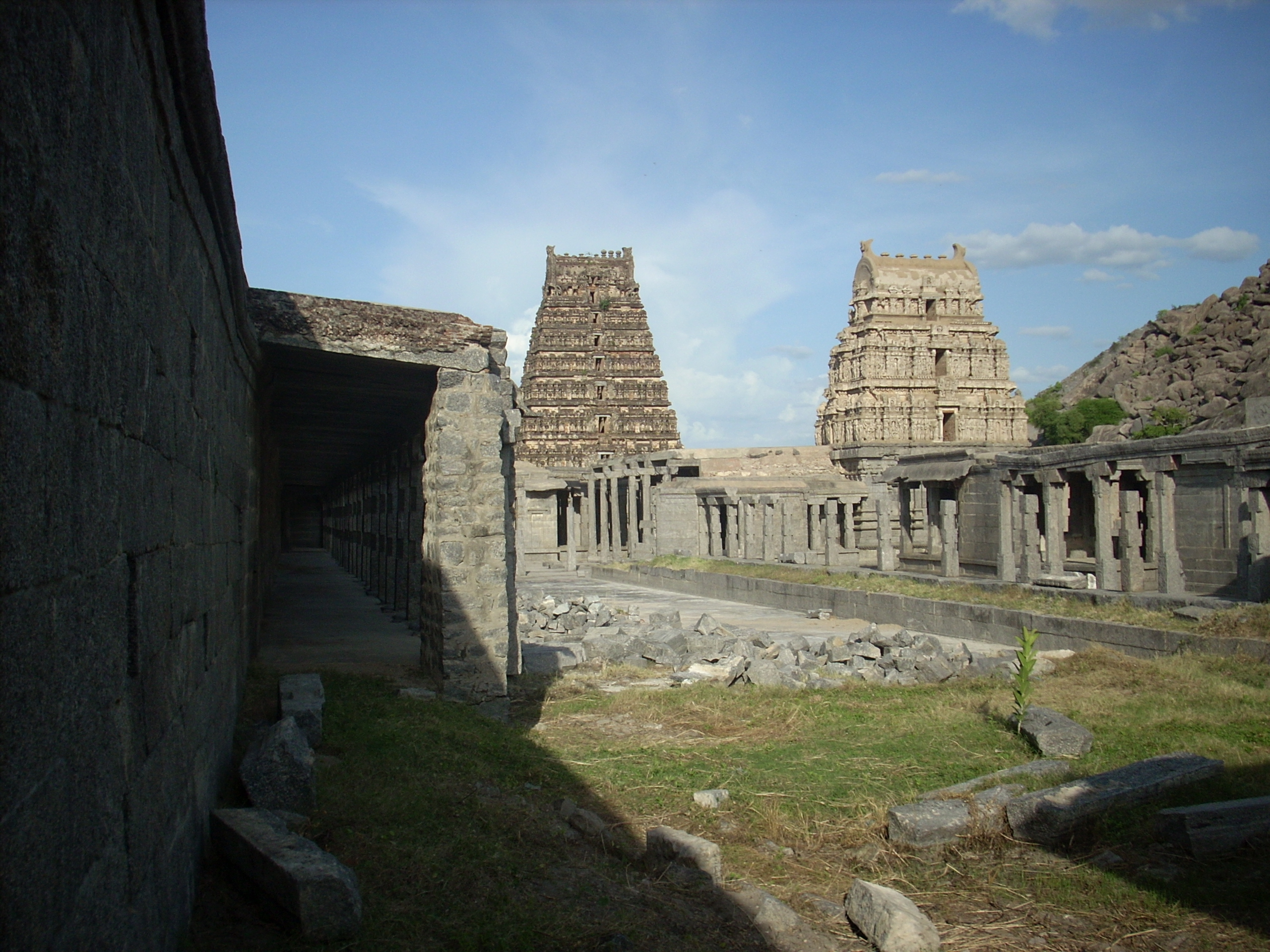
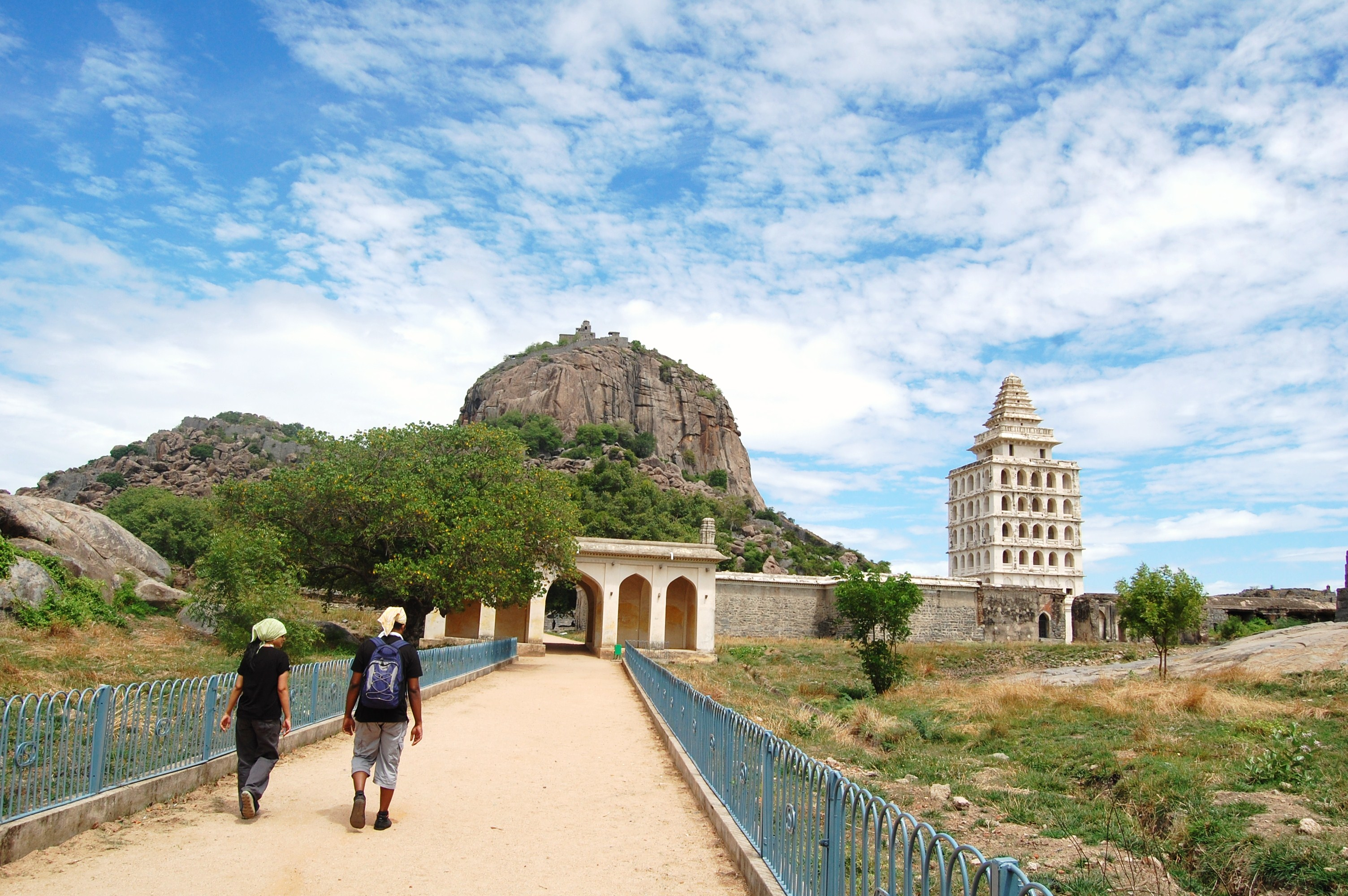
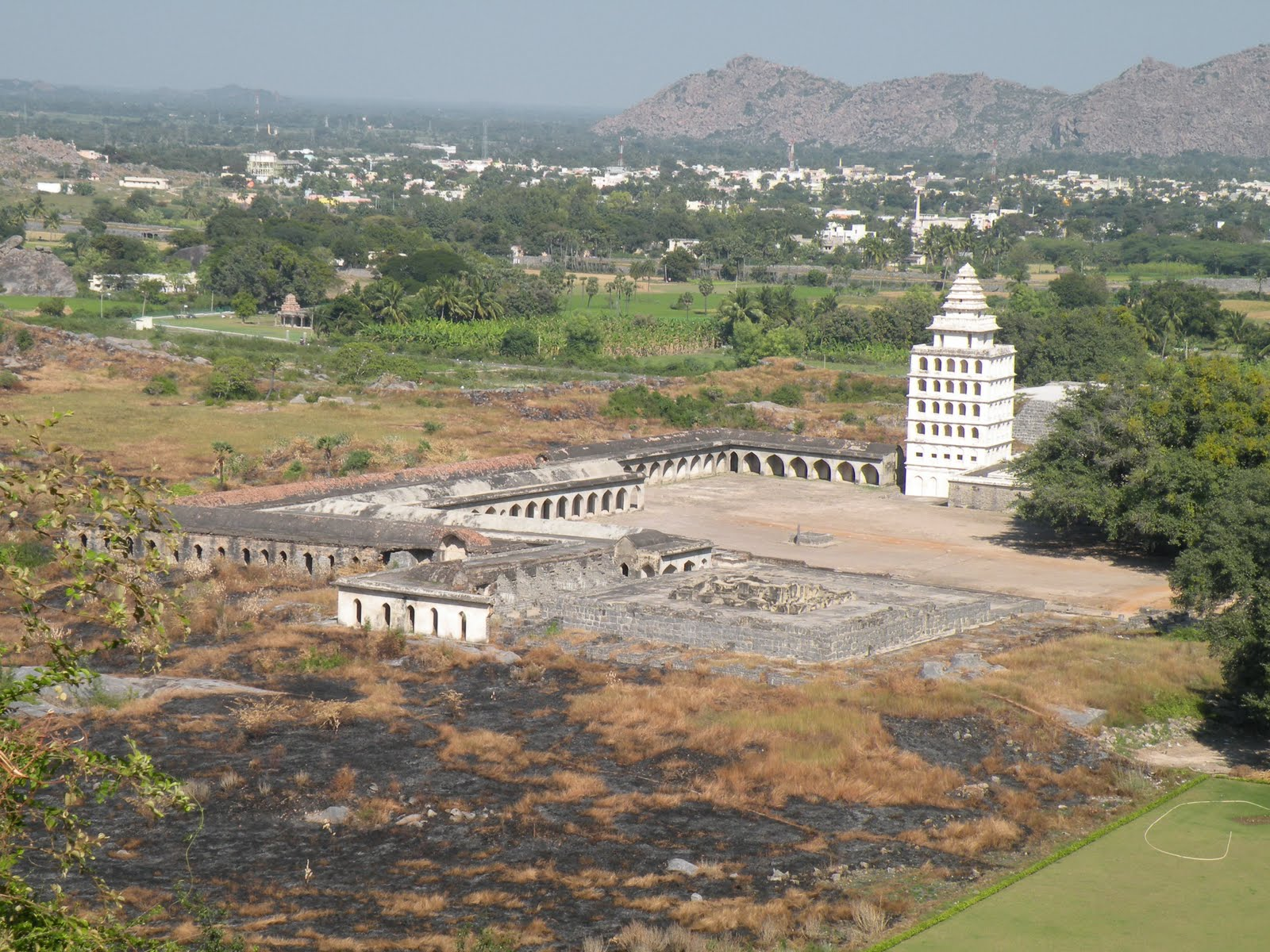
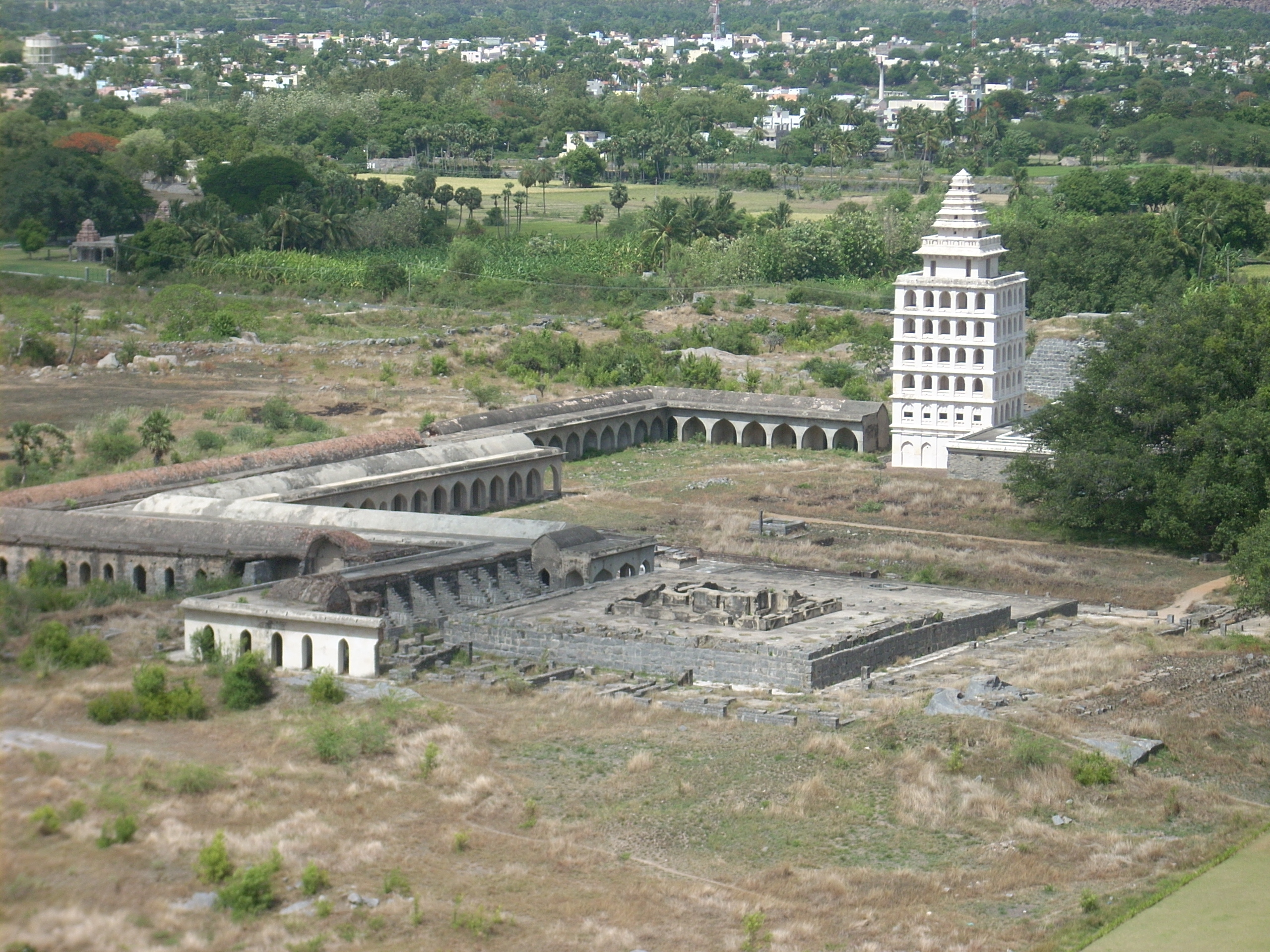
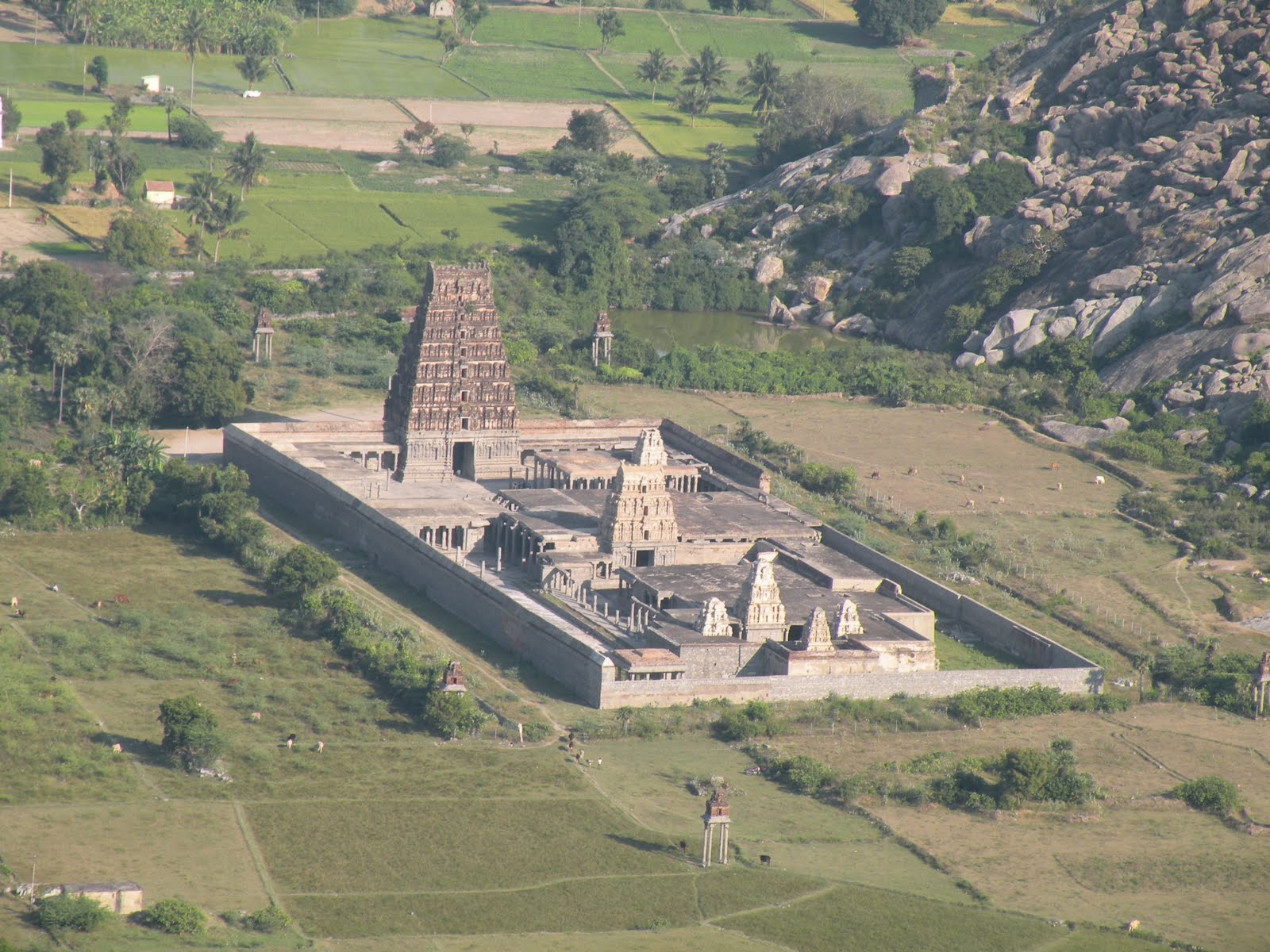
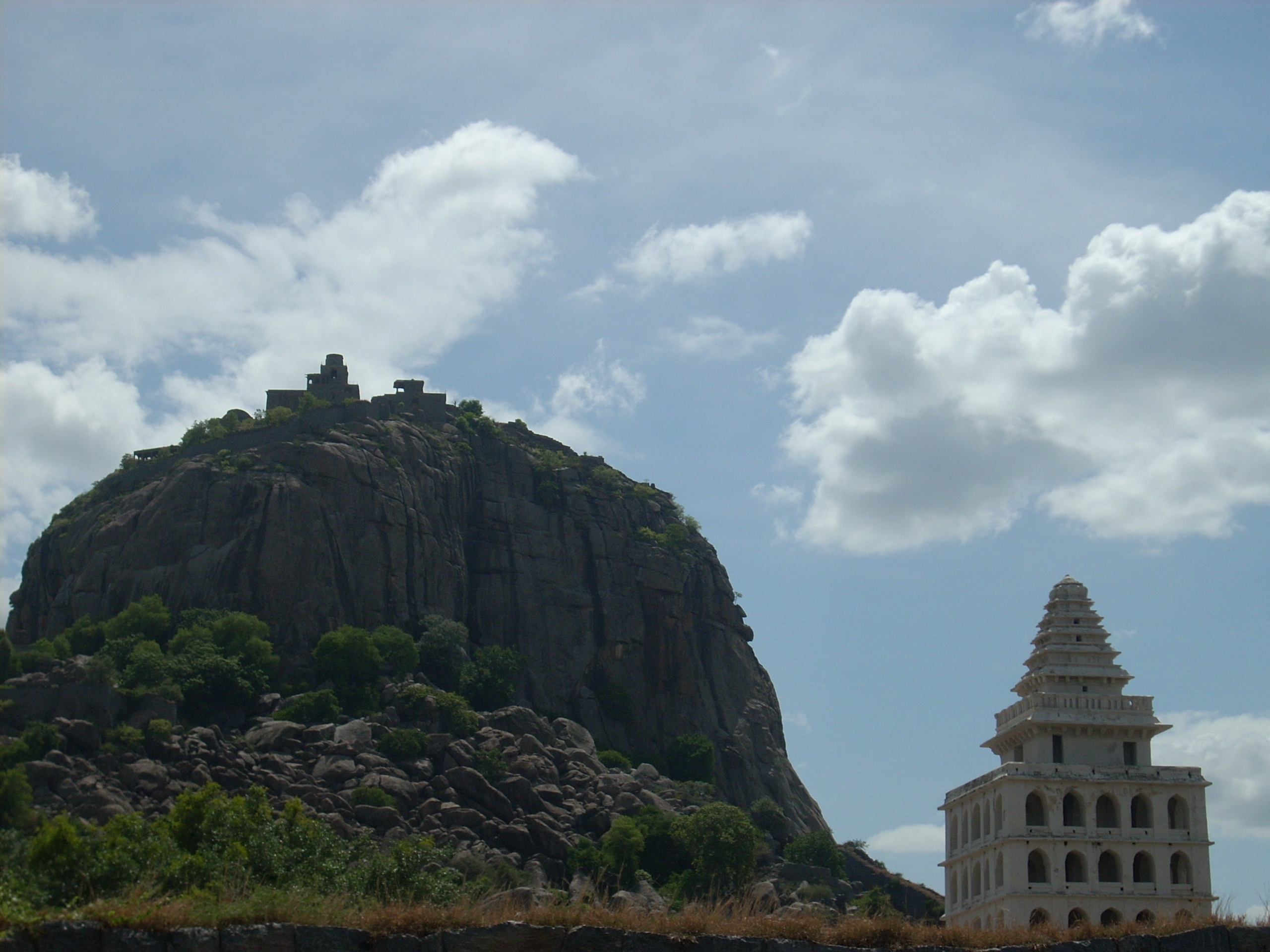
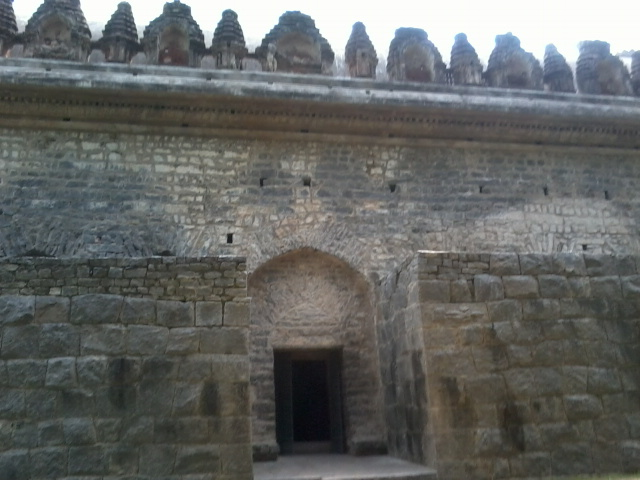
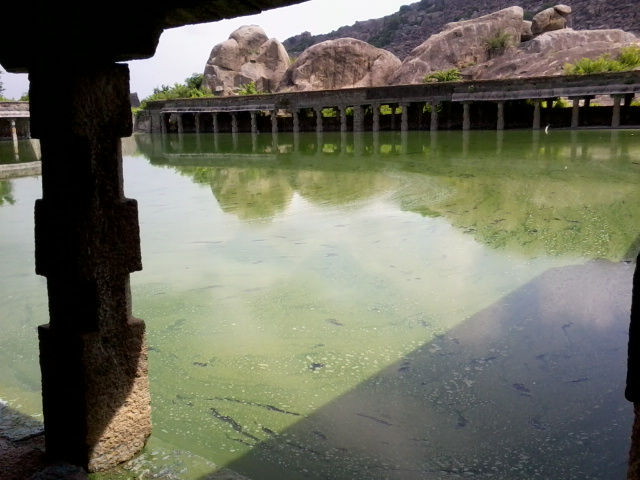
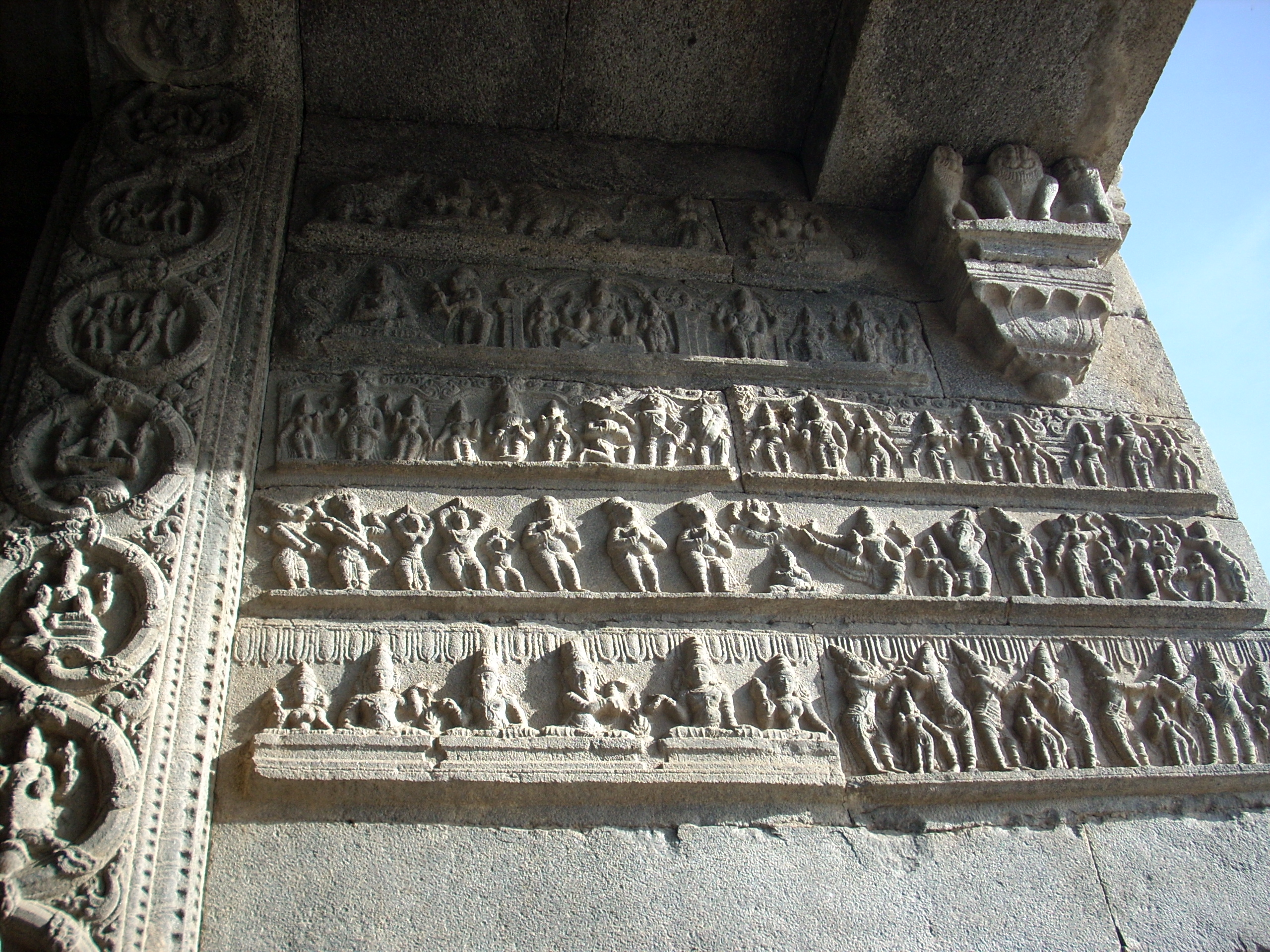
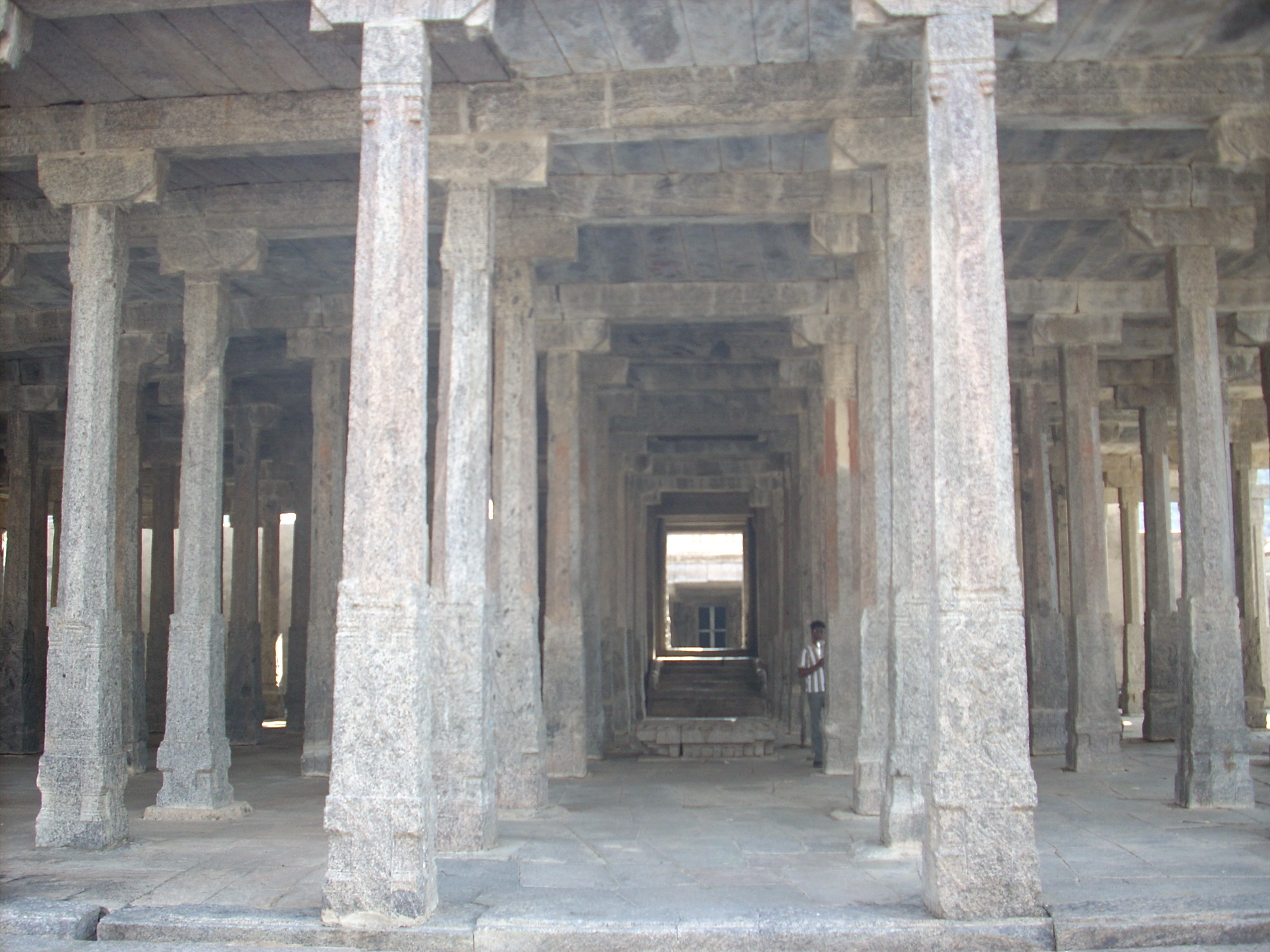